# Cantó de Vermenton
El cantó de Vermenton és un cantó francès del departament del Yonne, situat al districte d'Auxerre. Té 13 municipis i el cap és Vermenton.

## Municipis
- Accolay
- Arcy-sur-Cure
- Bazarnes
- Bessy-sur-Cure
- Bois-d'Arcy
- Cravant
- Lucy-sur-Cure
- Mailly-la-Ville
- Prégilbert
- Sacy
- Sainte-Pallaye
- Sery
- Vermenton

## Història
| Data d'elecció                           | Identitat          | Partit                     | Qualitat |
| ---------------------------------------- | ------------------ | -------------------------- | -------- |
| 1945-1973                                | André Jacques      | MPR, després divers droite |          |
| 1973-1985                                | M. Dumont          | PCF                        |          |
| 1985-1992                                | Georges Lamirand   | RPR                        |          |
| 1992-                                    | Jean-Marie Rolland | Divers droite, després UMP |          |
| les dades anteriors no són pas conegudes |                    |                            |          |
|                                          |                    |                            |          |